# ベスト☆きらり
『ベスト☆きらり』は、月島きらり starring 久住小春 (モーニング娘。) の最初で最後のベスト・アルバムである。

## 概要
- アニメ『きらりん☆レボリューション』の歴代オープニングテーマとエンディングテーマを収録。
- 初回生産限定盤はスペシャルパッケージ（紙ケース）であり、全てのシングルのPV入りのDVDがついてくる。
- 歌詞カードの中の写真には、今までのシングルとアルバムのジャケットが映り込んでいる。
- きら☆ぴか、MilkyWay名義の曲の歌詞は、メンバーのソロの部分と全員で歌う部分とに色分けされている。

## 収録曲
1. 恋☆カナ
（作詞：古屋真　作曲：織田哲郎　編曲：家原正樹）
初代オープニングテーマ
2. SUGAO-flavor
（作詞：michito・mavie　作曲：織田哲郎　編曲：後藤康二）
初代エンディングテーマ
3. バラライカ
（作詞：BULGE　作曲・編曲：迫茂樹）
2代目オープニングテーマ
4. 水色メロディ
（作詞：古屋真　作曲：黒須克彦　編曲：加藤大祐）
3代目エンディングテーマ
5. Loveだよ☆ダーリン
（作詞：すやまちえこ　作曲・編曲：吉田勝弥）
4代目エンディングテーマ
6. ハッピー☆彡
（作詞・作曲・編曲：BOUNCEBACK）
3代目オープニングテーマ
7. 恋の魔法はハビビのビ!
（作詞：吉田勝弥・すやまちえこ　作曲・編曲：吉田勝弥）
5代目エンディングテーマ
8. チャンス!
（作詞：2℃　作曲：織田哲郎　編曲：家原正樹）
5代目オープニングテーマ
9. ラムタラ
（作詞：2℃　作曲・編曲：斎藤悠弥）
8代目エンディングテーマ
10. Olala
（作詞：田代智一・小山哉枝　作曲：田代智一　編曲：安岡洋一郎）
9代目エンディングテーマ
11. パパンケーキ
（作詞：2℃　作曲：FIREWORKS　編曲：宮永治郎）
11代目エンディングテーマ
12. はぴ☆はぴ サンデー!
（作詞・作曲・編曲：前山田健一）
13代目エンディングテーマ
13. はなをぷーん
（作詞：YumYum　作曲：MenMen　編曲：宮永治郎・MenMen　歌：きら☆ぴか）
4代目オープニングテーマ・6代目エンディングテーマ
14. ふたりはNS
（作詞：YumYum、作曲：MenMen、編曲：宮永治郎　歌：きら☆ぴか）
7代目エンディングテーマ
15. アナタボシ
（作詞：2℃　作曲・編曲：斎藤悠弥　歌：MilkyWay）
6代目オープニングテーマ
16. サンサンGOGO
（作詞：2℃　作曲・編曲：吉田勝弥　歌：MilkyWay）
10代目エンディングテーマ
17. タンタンターン!
（作詞・作曲・編曲：前山田健一　歌：MilkyWay）
7代目オープニングテーマ
18. ガムシャララ
（作詞：2℃　作曲・編曲：村井大　歌：MilkyWay）
12代目エンディングテーマ